# まっさら
「まっさら」は、2019年6月12日にKi/oon Musicより発売されたKANA-BOONのメジャー13枚目となるシングル。

## 概要
前作『ハグルマ』より約3ヶ月ぶりのシングル。表題曲「まっさら」は、フジテレビ系 ノイタミナ『さらざんまい』のオープニングテーマ。
CDは、初回生産限定盤、通常盤の2形態で発売。初回生産限定盤の特典DVDには、「KANA-BOONのGO!GO!5周年！シーズン4 ワンマンツアー『Let’s go 55 ONE-MAAN!!』Yokohama Bay Hall公演」のLIVE映像&ツアードキュメンタリー映像を収録。初回限定盤・通常版初回生産分には「どうでもいいオマケ022」を付属。
ベーシストの飯田祐馬が在籍中、最後の作品となった。
テレビ埼玉で放送されている『LIONS CHANNEL』の試合ダイジェストにも度々使われている。

## 収録曲

### CD
- 全曲作詞・作曲：谷口鮪、編曲：KANA-BOON

1. まっさら - [4:54]
  - フジテレビ系 ノイタミナ『さらざんまい』オープニングテーマ
2. FLYERS - [3:19]
  - スマートフォンアプリ専用ゲーム『Kick-Flight』イメージソング

### DVD（初回生産限定盤のみ）
- KANA-BOONのGO!GO!5周年!シーズン4 ワンマンツアー『Let’s go 55 ONE-MAAN!!』Yokohama Bay Hall公演

| #   | タイトル                                 | 作詞 | 作曲・編曲 |
| --- | ---------------------------------------- | ---- | ---------- |
| 1.  | 「- Introduction -」                     |      |            |
| 2.  | 「1.2. step to you」                     |      |            |
| 3.  | 「タイムアウト」                         |      |            |
| 4.  | 「ディストラクションビートミュージック」 |      |            |
| 5.  | 「クラクション」                         |      |            |
| 6.  | 「talking」                              |      |            |
| 7.  | 「結晶星」                               |      |            |
| 8.  | 「Fighter」                              |      |            |
| 9.  | 「彷徨う日々とファンファーレ」           |      |            |
| 10. | 「夜の窓辺から」                         |      |            |
| 11. | 「ネリネ」                               |      |            |
| 12. | 「ツアードキュメンタリー映像」           |      |            |